# Crowsonium succinium
Crowsonium succinium es una especie extinta de coleóptero de la familia Mycetophagidae.

## Distribución geográfica
Habitaba en el Báltico; ha sido encontrado en ámbar.